# Mario Bunge
Mario Augusto Bunge (Florida Oeste, 21 de septiembre de 1919-Montreal, 24 de febrero de 2020) fue un filósofo de la ciencia, epistemólogo, físico, y crítico argentino nacionalizado canadiense, de los científicos hispanohablantes más citados de la historia. Durante su larga trayectoria, Bunge se declaró como realista, cientificista, sistemista, materialista, defensor del realismo científico y promotor de la filosofía exacta.
Fue conocido por expresar públicamente su postura contraria como filósofo de la ciencia a las pseudociencias, entre las que incluyó al psicoanálisis, la praxeología, la homeopatía, la microeconomía neoclásica (u ortodoxa) entre otras, además de sus críticas contra corrientes filosóficas como el existencialismo (especialmente la obra de Heidegger), la fenomenología, el posmodernismo, la hermenéutica y el feminismo filosófico.
Tras el golpe de Estado de 1966, que derrocó al gobierno radical democrático de Arturo Umberto Illia, Mario fue detenido por la policía; después de eso, se radicó en Montreal, Canadá, donde vivió hasta su muerte.
En términos económicos y políticos, Bunge proponía una defensa del "socialismo como cooperativismo", diferenciándose y haciendo fuertes críticas del socialismo de tipo soviético y al populismo. Ejerció docencia en filosofía en Argentina, Uruguay, México, Estados Unidos, Alemania, Dinamarca, Suiza y Australia. Ocupó también la Cátedra Frothingham de Lógica y Metafísica en la Universidad McGill, de Montreal, Canadá.

## Biografía
El padre de Bunge (Augusto Bunge) fue un médico y diputado socialista, y su madre (Maria Müser) una enfermera alemana que emigró a la Argentina antes del comienzo de la Primera Guerra Mundial. Cursó sus estudios secundarios en el Colegio Nacional de Buenos Aires y se doctoró en física y matemáticas en la Universidad Nacional de La Plata. Fue profesor de física teórica y filosofía, 1956-1963, primero en la Universidad de La Plata y luego en la Universidad de Buenos Aires. Hasta el día de su muerte fue profesor de lógica y metafísica en la Universidad McGill (en Montreal), donde impartió clase desde 1966.
Bunge tiene cuatro hijos: dos argentinos con su primera esposa, la arquitecta Julia Molina y Vedia: Carlos F. (químico físico, nacido en 1941) y Mario A. J. (matemático, nacido en 1943), y dos canadienses, Eric R. (arquitecto, nacido en 1967) y Silvia A. (profesora de neurociencia cognitiva en la Universidad de California en Berkeley, nacida en 1973), concebidos estos últimos de su unión con la matemática Marta Irene Cavallo, nacida en 1938.

### Influencias en su pensamiento
Un repaso de la obra de Bunge permite identificar a una variedad de científicos y filósofos que, de uno u otro modo, han influido en el desarrollo de su pensamiento. De entre todos ellos, Bunge ha reconocido de manera explícita la influencia directa de su padre, el médico argentino Augusto Bunge; del físico checo Guido Beck, del matemático argentino Alberto González Domínguez; del también argentino, matemático, físico e informático, Manuel Sadosky; del sociólogo y psicólogo italiano Gino Germani; del sociólogo estadounidense Robert King Merton, y del filósofo franco-polaco Émile Meyerson.

### Reconocimientos
Mario Bunge fue distinguido con 21 doctorados honoris causa y cuatro profesorados honorarios por universidades de las Américas y Europa. Bunge fue miembro de la Asociación Estadounidense para el Avance de la Ciencia desde 1984 y de la Royal Society of Canada desde 1992. En 1982 fue galardonado con el premio Príncipe de Asturias; en 1986 con el Premio Konex en la disciplina «Lógica y Teoría de la Ciencia»; en 2009 el Guggenheim Fellowship; en 2014 fue galardonado con el premio Ludwig von Bertalanffy en Complexity Thinking; y en 2016 recibió su segundo Premio Konex, esta vez en el campo de «Lógica y Filosofía de la Ciencia».

### Fallecimiento
Falleció el 24 de febrero de 2020 a los 100 años de edad en el hospital de Montreal, ciudad donde vivía desde 1966.

## Intereses
Sus intereses abarcaron la filosofía general (semántica, ontología, gnoseología, metodología de la investigación, praxiología y ética) así como biología, psicología y ciencias sociales, sin eludir consideraciones sobre la filosofía de la lógica y la matemática como fundamento no solo del quehacer científico sino también filosófico. Considera a la matemática solo como ciencia deductiva, sin destacar la fase de la producción [investigación] matemática, que usa la experimentación, la intuición, casos finitos y analogía, tal como lo considera el matemático húngaro George Polya (1887-1985). También declararon al respecto setenta matemáticos que trabajaban en Estados Unidos, entre ellos el matemático finlandés Lars Ahlfors (1907-1996). En relación con ello, es fundador de la Sociedad para la Filosofía Exacta, que procura emplear solamente conceptos exactos, definidos mediante la lógica o la matemática a fin de evitar la ambigüedad y la imprecisión características de otros estilos filosóficos, entre ellos el fenomenológico, el postmoderno (especialmente el hermenéutico) y provoca (a la vez que estimula) el tratamiento de problemas no triviales como contraste con la gigantesca producción filosófica libresca que interpreta recursivamente las opiniones de otros filósofos o que juega con objetos ideales o mundos posibles.
Su posición crítica estaba equilibrada por sus aportes originales y por el planteamiento de caminos de reconstrucción filosófica.

Es verdad que en la ciencia no hay caminos reales (royal roads: ‘caminos del rey’); que la investigación se abre camino en la selva de los hechos, y que los científicos sobresalientes elaboran su propio estilo de pesquisas.
Mario Bunge

## Sobre sus libros
La obra por la cual Bunge se ha distinguido especialmente en el ámbito de la filosofía profesional es el extenso Treatise on Basic Philosophy (Tratado de filosofía básica). Se trata de un esfuerzo por construir un sistema que abarque todos los campos de la filosofía contemporánea, enfocados especialmente en los problemas que suscita el conocimiento científico.
La semántica (de la ciencia) está tratada en los primeros dos tomos (Semantics 1. Sense and Reference y Semantics 2. Interpretation and Truth) y la ontología en los siguientes dos (Ontology 1. The Furniture of the World y Ontology 2. A World of Systems).
La gnoseología ocupa los tres volúmenes posteriores (Epistemology and Methodology 1. Exploring the World, Epistemology and Methodology 2. Explaining the World y Epistemology and Methodology 3. Philosophy of Science and Technology).
Finalmente, el volumen 8 del Tratado se ocupa de la ética (Ethics. The Good and the Right).
Su hincapié en el rigor metodológico ―buscado con el uso de herramientas formales (lógico-matemáticas) y de conocimiento fundado científicamente―, su amplitud temática, su originalidad y su mencionado carácter sistémico hacen del Treatise una de las empresas filosóficas más ambiciosas de los últimos siglos.[cita requerida]
La ciencia, su método y su filosofía (1960), obra en la que introduce de manera resumida las bases del método científico, ha llegado a ser un clásico en su género. Una perspectiva profunda pero sintética de su concepción filosófica, a manera de resumen delTreatise, es su manual La investigación científica, publicado por primera vez en inglés en 1967, cuya traducción ha sido reimpresa con correcciones por Siglo XXI Editores (México, 2000).

## Enfoque filosófico

### Generalidades
La concepción filosófica de Bunge puede describirse, tal como él mismo lo ha hecho en varias ocasiones, recurriendo a una conjunción de varios «ismos», de los cuales los principales son
el realismo, el cientificismo, el materialismo, el sistemismo y el emergentismo.
El realismo científico de Bunge abarca los aspectos ontológicos (las cosas tienen existencia independientemente de que un sujeto las conozca), gnoseológicos (la realidad es inteligible) y éticos (hay hechos morales y verdades morales objetivas) de su pensamiento. El cientificismo es la concepción que afirma que el mejor conocimiento sobre la realidad es el que se obtiene a través de la aplicación del método de investigación científica. El materialismo, que sostiene que todo lo que existe es material (por ejemplo, para Bunge la energía es una propiedad de la materia).
El sistemismo, finalmente, es la perspectiva de que todo lo que existe es un sistema o parte de un sistema.
A este cuarteto hay que añadir dos ismos más. El emergentismo, que está asociado al sistemismo, y se caracteriza por la tesis de que los sistemas poseen propiedades globales, sistémicas o emergentes que sus partes componentes no poseen y son, por tanto, irreducibles a propiedades de niveles de organización inferiores. Y el agatonismo, la concepción bungeana de la ética, que se guía por la máxima «Disfruta de la vida y ayuda a otros a vivir una digna de ser disfrutada» y supone que a cada derecho le corresponde una obligación y viceversa.

### Campo ontológico
Para Bunge, la ontología puede ser exacta o inexacta, la ontología exacta puede ser sustanciosa o insustancial, y, la metafísica exacta y sustancionsa puede ser científica o no serlo. En ese contexto, la ontología científica es «una colección de teorías y marcos conceptuales generales o transdisciplinarios que poseen referencia fáctica y forma matemática, además de ser compatibles con la ciencia del momento y pertinentes para ella» y la ciencia, tanto básica como aplicada, «presupone ciertos principios ontológicos [...] y es una poderosa fuente de conjeturas metafísicas»; por ello, algunas teorías son a la vez metafísicas y científicas.

la ontología es la ciencia general y las ciencias fácticas son metafísicas especiales.

En su Tratado de filosofía, Bunge identifica los principios ontológicos que se presentan en la investigación científica:
1. Existe un mundo externo al sujeto cognoscitivo
2. El mundo está compuesto por cosas
3. Las formas son propiedades de las cosas
4. Las cosas se agrupan en sistemas
5. Todo sistema, con excepción del universo, interacciona con otros sistemas en ciertos aspectos y está aislado de los demás sistemas en otros aspectos.
6. Todo cambia
7. Nada surge de la nada y ninguna cosa queda reducida a la nada.
8. Todas las cosas se rigen por leyes
9. Existen varios tipos de leyes
10. Hay diversos niveles de organización: físico, químico, biológico, social, tecnológico, etc.

Asimismo, en el citado tratado, presenta ejemplos que muestran que algunos de los problemas científicos más interesantes son a la vez metafísicos:
1. ¿Hay una materia última (ápeiron o Urmaterie)?
2. ¿La vida se caracteriza por un principio inmaterial (espíritu, entelequia, élan vital o cualquier otro sustituto de nuestra ignorancia) o ha emergido durante un proceso evolutivo estrictamente natural?
3. ¿Las especies biológicas son materializaciones de los arquetipos platónicos, poblaciones concretas o algo diferente?
4. ¿Lo mental es algo aparte, que excede lo neural? ¿Lo mental y lo neural están correlacionados, interaccionan, o lo mental es una función del sistema nervioso?
5. ¿La sociedad no es nada más que los individuos que la componen o existen leyes sociales, además de las leyes propias de la conducta individual?

No obstante, reconoce que hay preguntas resultado de una "metafísica dudosa", que constituye una fuente de confusión, así como un sumidero de esfuerzos; por lo que considera que «se debería estudiar el efecto de los principios ontológicos en el diseño de políticas científicas».
Bunge considera, sobre los objetos, que son "o una cosa" (objetos materiales o concretos) "o un constructo" (objetos abstractos, conceptuales o ideales), siendo los últimos "ficciones" y no entidades reales; respecto a las propiedades, estas "no pueden ser desprendidas (físicamente) de las cosas que las poseen", mientras que los predicados son "una representación conceptual de una propiedad de una cosa";  respecto a las leyes, las define como "relaciones constantes entre dos o más propiedades" y considera que no todas son universales. Para Bunge un hecho es "que una cosa esté en un estado o que un evento ocurra en una cosa"; asimismo, el azar (o aleatoriedad) es objetivo y es una categoría ontológica.
Bunge conceptualiza al universo como "el sistema tal que toda otra cosa es componente de él".

### Campo epistemológico
Bunge afirma que "Todo acto cognitivo es un proceso en algún sistema nervioso", asimismo, la intuición es la capacidad para "imaginar, concebir, razonar o actuar rápidamente de maneras novedosas" y que el método científico "puede (y debería) aplicarse a todas las indagaciones, ya sean matemáticas o empíricas, científicas, tecnológicas o humanísticas"; asimismo, diferencia entre conjetura e hipótesis, considerando que "solo las conjeturas educadas que son formuladas explícitamente y son estables merecen llamarse hipótesis científicas"

### El realismo científico de Mario Bunge
Como otros autores, Bunge distingue tres matices de realismo, uno ingenuo, otro crítico y uno científico. El realismo bungeano es de este último tipo y se caracteriza por ser una conjunción de siete tesis realistas que abarcan prácticamente todo su pensamiento filosófico, de allí que también le valga el nombre de realismo integral. Más importante aún es que estos diferentes aspectos del realismo bungeano se encuentran enlazados entre sí por diversas relaciones, de tal modo que constituyen un sistema. De allí que Bunge llame también hilorrealismo (o hylerrealismo, del griego hyle, ‘material’, ‘materia’) a su especial versión del realismo científico, porque siempre va de la mano de la tesis ontológica materialista. Además, y como veremos más adelante, el hilorrealismo bungeano también es sistemista (tanto en lo ontológico como en lo gnoseológico) y emergentista.
Hay, sin embargo, algunos ámbitos en los que Bunge defiende posiciones diferentes al realismo. En filosofía de la matemática, por ejemplo, opta por un ficcionismo moderado, en la estética lo considera solo una corriente más o, incluso, una perspectiva conservadora, y en política («realpolitik») lo rechaza de plano por considerarlo otro nombre para el cinismo político.
Los aspectos en que Bunge profesa el hilorrealismo científico, uno de los ejes principales de su vasta obra, son: (i) ontológico (ii) gnoseológico (iii) semántico (iv) metodológico (v) axiológico (vi) moral y (vii) praxiológico.

### El sistemismo
La concepción sistemista de Mario Bunge tiene dos aspectos principales, uno ontológico y otro gnoseológico. El sistemismo ontológico que Bunge defiende postula que el mundo es un sistema de sistemas, es decir que toda cosa concreta es un sistema o un componente de algún sistema. Un sistema es, en efecto, un objeto complejo estructurado, cuyas partes están relacionadas entre sí por medio de vínculos (estructura) pertenecientes a un nivel determinado.
Además, puesto que un sistema se caracteriza por poseer propiedades que sus componentes no poseen (vale decir, propiedades globales o emergentes), el sistemismo de Bunge es también emergentista. En otras palabras, la ontología bungeana es monista con respecto a la sustancia y pluralista respecto de las propiedades.

### Caracterización de la ciencia
La caracterización bungeana de la ciencia concibe a la misma como «un objeto demasiado complejo como para poder ser caracterizado mediante un único rasgo» y la identifica como un campo cognitivo, el cual ―a su vez― es caracterizado como un «sector de la actividad humana cuyo objetivo es obtener, difundir y utilizar alguna clase de conocimiento, sea verdadero o falso».
Una ciencia, por su parte, satisfaría además condiciones específicas como contar con un dominio compuesto únicamente por entidades reales, un trasfondo filosófico con una ontología según la cual el mundo está compuesto por cosas concretas mudables que cambian según leyes, un trasfondo formal con una colección de teoría lógicas o matemáticas actualizadas o un trasfondo específico con una colección de datos, hipótesis y teorías actualizados y razonablemente confirmados.

### Ética
Bunge considera al discurso ético como sujeto digno del análisis lingüístico (sintáctico, semántico y pragmático) y del metodológico. Presenta como precursores del panorama actual de la ética a las reflexiones sobre la pluralidad de sistemas éticos reflejado en el carácter no universal del código moral de las antiguas tribus semíticas y en el carácter histórico social de lo moral mostrados en la adopción de nuevos códigos morales (como el puritanismo o el utilitarismo).
En particular, Bunge expresa que un acto puede ser moral o amoral, pero nunca inmoral en un sentido absoluto, será inmoral relativamente a determinada clase de códigos morales.

Lutero y Calvino decían que nuestro destino es sufrir, no gozar. Einstein sostuvo que la felicidad es para los cerdos. Yo creo que el hedonista, o sea, quien sólo busca su propia felicidad, no es más que un chancho. Pero se puede disfrutar de la vida en buena conciencia si también se hace algo por los demás. Y siempre se puede hacer algo, sobre todo cuando se lo hace junto con otros en organizaciones voluntarias de bien público. Dime qué porcentaje de la población de tu país actúa en el voluntariado y te diré cuán avanzado moralmente es.
Mario Bunge

### Política
Bunge identifica cinco tipos básicos de nacionalismo defensivo y otros cinco de nacionalismo agresivo (territorial, biológico o étnico, económico, político y cultural) que pueden combinarse y formar diez pares, diez tripletes, cinco cuartetos y un quinteto; dando una totalidad de 62 nacionalismos.

Ningún partido, una vez que está en el poder, puede darse el lujo de guiarse estrictamente por su propia ideología, porque pronto descubre que el mundo real es demasiado complejo y cambiante para ser descrito con precisión por una ortodoxia ―y porque el ejercicio del poder exige la negociación y el compromiso―.
Mario Bunge

### Filosofía aplicada

#### Ciencias naturales

##### Física
En relación con el "origen" del universo, Bunge considera que la hipótesis del big bang "no es un ejemplo de creación ex nihilio, puesto que presupone que el universo ya existía".

###### Espaciotiempo
Previo a la detección de las ondas gravitacionales en septiembre de 2015 por parte de la LIGO Scientific Collaboration, Bunge tenía una postura relacionista sobre la naturaleza del espacio y el tiempo (calificada por Taqatqeh como la caracterización paleobungeana), considerando que no eran "objetos que existen por sí mismos (o recipientes de cosas)", siendo una propiedad de los objetos materiales ―solo habiendo objetos simultáneos (espacio) y sucesivos (tiempo)―; así, "sin cosas distintas y cambiantes no hay espaciotiempo"; además, que el espaciotiempo no tenía propiedades porque este mismo era una propiedad y que "lo que guía el movimiento de las cosas es el campo gravitatorio". Posteriormente, afirmó que tanto las ondas gravitacionales como el espacio tiempo son materiales, con la precisión de que el espacio es una cosa cuya existencia se basa en la existencia de otras cosas materiales (calificado por Taqatqeh como un tipo de substantirelacionismo); en contraste, Romero considera que que el espaciotiempo puede también existir en la ausencia de otra entidad material.
La implicación de su postura previa en la expansión del universo, era que tal movimiento del universo podría darse si este fuese finito y si el espacio y el tiempo fuesen el escenario inmutable en que se desarrolla, pero si espacio y tiempo existía como relaciones entre cosas y sucesos, el universo no tendría adonde ir; por lo que se debía hablar de «recesión mutua de las galaxias» antes que de expansión del universo. De otro lado, para Bunge el espaciotiempo es una cualidad estructutral del campo gravitatorio y este (y no el espaciotiempo) es lo que guía el movimiento de las cosas. En cuanto a la existencia de espacio vacío o vacío perfecto, indica que la física contemporánea favorece la hipótesis de que no existen, sino que "el espacio está lleno de cosas"; ello fue materia de crítica de Romero, cuya postura es la de que el espaciotiempo puede existir en ausencia de materia.
De otro lado, para Bunge, el tiempo es "el ritmo de los sucesos" y, en línea con las dos teorías de la relatividad, "cada cosa tiene su tiempo propio, de suerte que no hay un tiempo universal". Además, acuña el principio de contigüidad espaciotemporal, a través del cual postula que "Toda acción de una cosa sobre otra cumple tanto las condiciones de antecedencia como las de acción cercana"; afirmando que "no hay tiempo absoluto o sin cosas" y que no existen las "cosas intemporales"; asimismo, que, como consecuencia del principio de antecedencia, "no es posible regresar al pasado", en otras palabras, "las máquinas del tiempo son imposibles" y "las experiencias de presciencia no son posibles".

La teoría más sencilla del tiempo refina la intuición de Aristóteles y Leibniz, de que el tiempo es el orden de los sucesos. Adopta, pues, el concepto de suceso o acontecimiento como concepto básico, y define implícitamente (por postulados) la noción de distancia temporal entre dos sucesos. Esta teoría del tiempo se puede generalizar al espacio-tiempo, para cumplir con la exigencia relativista.
Mario Bunge

###### Energía
Con respecto a la naturaleza de la energía, Bunge considera importante enfatizar ―ya que «algunas personas sostienen que la energía es una sustancia de la misma categoría que la materia»― que esta es una «propiedad de las cosas» y señala como una correcta interpretación de la fórmula E=mc2: «la cantidad de energía de una cosa es igual a la cantidad de su masa multiplicada por el cuadrado de la velocidad de la luz».

###### Mecánica cuántica
Para Bunge, la mecánica cuántica puede reinterpretarse tal como se interpreta la física clásica; al respecto, considera que los objetos cuánticos no son ni ondas ni partículas, sino una entidad sui generis, sobre los que propone el nombre de "cuantones", con ello se elimina la dualidad partícula-onda y el principio asociado de complementariedad; asimismo, que la mecánica cuántica no se refiere a estados mentales sino a fragmentos de materia y radiación
Bunge ha señalado que las desigualdades de Heisenberg son "un teorema, no un principio, y que de incertidumbre (una propiedad de ciertos cerebros), no tienen nada", que la función de onda del gato de Schrödinger "no existe"
Respecto a la refutación de las desigualdades de Bell, Bunge indica que esto no implica que el realismo no sea válido, sino que las teorías deterministas con variables ocultas son incompatibles con la suposición de localidad.
Bunge indica que la doctrina de Copenhague es científica y filosóficamente insostenible, al ser incoherente y no ser estrictamente física.

Plantéese el problema de calcular los posibles niveles de energía de un átomo aislado de una especie dada, y conclúyase interpretando el resultado del cálculo como los valores que puede obtener un experimentador que perturba enérgicamente al átomo, aun cuando el átomo puede estar tan lejos que ningún experimentador pueda actuar sobre él. Esto es ir por átomos y volver con experimentadores.
Mario Bunge

Es por esto que afirma que no se puede obtener una teoría plenamente física si ha de satisfacer «requisitos no físicos tales como el postulado de que no hay entes autónomos, es decir, independientes del sujeto». Afirma además que la escuela de Copenhague confunde la comprobación de una teoría con su referente (identifica un problema metodológico con un asunto semántico).

La receta para construir versiones estrictamente físicas de la MC es esta: «Tómese la fomulación estándar y púrguesela de sus elementos subjetivistas y finalmente organícese lógicamente lo que queda».
Mario Bunge

###### Teoría de cuerdas
Para Bunge, la teoría de cuerdas es sospechosa (de pseudociencia). Afirma que parece científica porque aborda un problema abierto que es a la vez importante y difícil, el de construir una teoría cuántica de la gravitación, pero que la teoría postula que el espacio físico tiene seis o siete dimensiones, en lugar de tres, simplemente para asegurarse consistencia matemática. Puesto que estas dimensiones extra son inobservables, y puesto que la teoría se ha resistido a la confirmación experimental durante más de tres décadas, concluye que parece "ciencia ficción", o al menos, "ciencia fallida".

##### Biología
De acuerdo a Bunge los entes vivos, aunque compuestos por elementos físicos y químicos, poseen propiedades emergentes propias; por lo que la biología no es completamente reducible a la física y la química, este modelo es denominado como biosistemismo. En ese contexto, un ser vivo es un sistema material que (i) su composición incluye ácidos nucleicos y proteínas (tanto estructurales como funcionales), (ii) su ambiente incluye algunos de los precursores de sus componentes y (iii) su estructura incluye las habilidades para metabolizar y para mantenerse y repararse a sí mismo (dentro de ciertos límites); con ello, los virus, al no metabolizar, no están vivos; siendo la célula la unidad de vida más pequeña. Un biosistema puede originarse a través de autoensamblaje a partir de precursores abióticos (neobiogénesis), ser sintetizado in vitro, o descender de biosistemas ya existentes.
Respecto a la hipótesis Gaia fuerte, que es la idea de que la biósfera es un (super)organismo vivo, es incorrecta.

###### Cerebro y mente
Bunge define al concepto mente de la siguiente manera: "la mente de un animal b durante un periodo T es la unión o suma lógica de todos los procesos (funciones) específicos que ocurren en la parte plástica p del sistema nervioso de b". Respecto a la naturaleza de la mente, critica el dualismo psicofísico (la tesis de que hay mentes además de cuerpos) por su imprecisión al no ofrecer ni una teoría ni una definición del concepto de mente, por separar estados y sucesos mentales de cualquier cosa que pueda hallarse en tales estados o sufrir tales cambios, por ser compatible con el creacionismo, pero no con la biología evolutiva; y, en especial, por obstaculizar la investigación. Y se decanta por el materialismo emergentista, el cual «mantiene a la psicología dentro del campo de la ciencia en vez de alentarla a regresar a la filosofía o a la teología» y admite la especificidad de lo mental junto a la necesidad de investigarlo mediante el uso de métodos de psicología agregados a los de la neurofisiología.
Sobre el particular, Bunge afirma que "A medida que aprendemos y olvidamos reconstruimos nuestros propios cerebros"; en concordancia con ello, denomina "psicón de clase K" al "menor sistema neuronal plástico capaz de ejecutar una función mental de tipo K"
En relación con las funciones superiores, Bunge y Ardila conciben al aprendizaje como "una modificación duradera de un sistema neural, distinta de la habituación y de la memoria, que capacita a su poseedor para tener experiencias que no podía tener antes del aprendizaje"; asimismo consideran que la fisiología del pensar "se encuentra aún en pañales"; en relación con el conocimiento afirman que "un animal b ha adquirido algún conocimiento de (algo de) su medio medio m si b tiene un sistema neural plástico n tal que ciertos acontecimientos de m sean representados a modo de mapas por acontecimientos de n". En relación con la conciencia, estos postulan las siguientes definiciones: "El contenido (u objeto de un estado consciente es el objeto percibido o en el cual se piensa mientras se está en ese estado", "La conciencia del animal b es el conjunto de todos los estados cerebrales de b en los que b es consciente de alguna percepción o pensamiento en b"; por su parte, en relación con la autoconciencia, "Un animal es autoconsciente si, y solo si, sabe quién y qué es". Con respecto al desarrollo de la conciencia, Bunge y Ardila indican que los humanos parecen percatarse de sí mismos hacia los dos años de edad y adquieren generalmente conciencia hacia los seis. De otro lado, hipotetizan que:
- la percatación y la conciencia son actividades específicas de distintos subsistemas del sistema nervioso central,
- todos los procesos conscientes se producen en el neocórtex "en conjunción con algunos sistemas subcorticales, particularmente el tálamo, el hipocampo o la amígdala",
- un proceso consciente es "un proceso por medio del cual una parte del cerebro (...) registra y controla procesos perceptivos o cognitivos que ocurren en otra parte (...) del mismo cerebro",
- la conciencia adviene por grados.
- la conciencia sale a la superficie y se sumerge
- la percatación y la conciencia se desarrollan gradualmente.

##### Medicina
Bunge expone que la medicina científica es sistémica, en tanto que admite que las partes del organismo humano, aunque distintas, están conectadas entre sí; y que es analítica, en cuanto distingue órganos con funciones específicas. Postula además que el «buen médico» pone en práctica un sistema filosófico constituido por una ontología materialista y sistémica; una gnoseología realista, escéptica y cientificista; y una praxiología científica y una ética humanista. Asimismo expresa que la medicina moderna se ha «desarrollado junto con la ciencia básica», pero que ha tenido que luchar contra la religión y contra las filosofías dominantes (como en los conflictos sobre el uso de células madre provenientes de abortos, o sobre la prohibición de la contracepción y del aborto).

#### Ciencias sociales
Para Bunge, los estudios sociales siempre corrieron el riesgo de la contaminación ideológica, pero si un estudio de ciencia neutral básica es auténticamente científico, será ideológicamente neutral aun cuando se lo pueda utilizar para justificar o enjuiciar políticas sociales.
Por otro lado, indica, que los hechos sociales son multidimensionales con aspectos ambientales (A), biopsicológicos (B), económicos (E), políticos (P) y culturales (C); sugiriendo que «la mejor manera de estudiar los hechos sociales no es intentar reducirlos a un hecho de un solo tipo, sino integrar las diferentes disciplinas sociales y biosociales».

##### Historia
Bunge advierte que la historia siempre ha sido sospechosa de inclinación patriótica, debido a que cada comunidad nacional de historiadores «parecía preponderantemente consagrada a cantar las glorias de su respectiva nación y a echar tierra sobre sus iniquidades».

##### Psicología
Para Bunge, todo psicólogo no solo es un científico o un terapeuta, sino un filósofo aficionado; asimismo, los filósofos "consumen" productos psicológicos "rara vez frescos", como en el caso del The concept of the mind de Ryle o la filosofía de la mente de Strawson.

La lista de filósofos familiarizados con la literatura psicológica contemporánea quizá no ocupara más de una línea.
Mario Bunge

Respecto al conductismo, Bunge critica que, al igual que el mentalismo, no presta atención al sistema nervioso y, en consecuencia, solo consigue describir la conducta, mas no explicarla; mientras que la psicobiología, junto con el materialismo emergentista, goza de un fuerte sostén experimental. De otro lado, considera que la escuela humanista ha obstaculizado el estudio de los seres humanos, debido a la barrera (importada de la teología cristiana) erigida entre estos y la naturaleza, por su parte, opina que la psicología filosófica (y su continuación, la llamada «psicología humanista») trata de problemas de la conducta y de la mente en el contexto del conocimiento común con el auxilio de herramientas exclusivamente filosóficas por lo que es ajena a la psicología experimental.

##### Educación
Bunge considera al pedagogo que asegura que el modo de enseñar es más importante que lo que se enseña como uno de los peores enemigos de la educación, argumentando que «quien desconoce algo no puede enseñarlo, y quien lo sabe a medias solo puede enseñarlo mal». Además clasifica a los estudiantes en cinco especies, según el método de estudio que emplean:
- Loros: los que aprenden de memoria sin preocuparse de comprender, analizar, profundizar ni vincular el tema a sus experiencias anteriores.
- Papirógrafos: los que «tragan páginas vertiginosamente» quedando de esto muy poco o nada.
- Impacientes: quienes abandonan la lectura al no comprender un párrafo.
- Crónicos: quienes se «eternizan en un tema».
- Conscientes: quienes en lugar de estudiar mucho, estudian bien.[78]

#### Tecnología
Bunge indica que pueden presentarse una serie de «candidatos» plausibles al estatus de generalización sobre el desarrollo tecnológico:
1. Toda cosa o proceso artificial puede ser mejorado, pero solo hasta cierto punto: hay límites naturales y sociales.
2. Toda innovación tecnológica tiene efectos colaterales impredecibles e indeseables.
3. En principio, cada uno de estos defectos puede reparase con la ayuda de más conocimiento o bien de una reforma social.
4. Todo adelanto importante en la alta tecnología explota algún descubrimiento científico.
5. Solo una pequeña fracción de la ciencia básica llega a aplicarse, y solo una pequeña fracción de la ciencia aplicada encuentra uso en la tecnología.
6. Habitualmente hay un retraso de varios años entre los hallazgos científicos y su uso tecnológico.
7. La mayoría de las invenciones nunca se llevan a la práctica.
8. La tecnología militar redunda únicamente en mínimos productos secundarios de uso civil y hace más lento el progreso de la tecnología civil porque desvía cerebros, recursos naturales y fondos.
9. En las naciones en desarrollo la tecnología comienza siendo imitativa.
10. La innovación tecnológica como función del tamaño de una empresa es una "u invertida" (∩): en un principio crece y luego declina.

## Crítica a corrientes filosóficas
La filosofía es la más sublime, pero también la más ridícula de las disciplinas.
Mario Bunge

El típico profesor de filosofía es un comentarista o escoliasta que trabaja miniproblemas o pseudoproblemas antes que un investigador de problemas gordos, como los de la naturaleza del espacio y el tiempo, la materia y la mente, la causalidad y el azar, el significado y la verdad, el valor y la acción, la ciencia y la técnica, la justicia social y el progreso. Suele plantearse problemitas o pseudoproblemas de las formas «¿Qué opinó Fulano acerca de la crítica de Mengano a Zutano?», «¿En quiénes se inspiró Perengano?».
Mario Bunge

### Crítica a paradigmas cosmológicos
Bunge considera que una cosmología puede ser «tosca o refinada, esquemática o detallada, confusa o clara», así como «mágica o naturalista, religiosa o secular, espiritualista, materialista o dualista» además de «ordinaria u orientada científicamente, estéril o fértil».
Con respecto al holismo, critica la adopción de la tesis de que «el todo determina la parte» a pesar de que son las interacciones entre las partes las que determinan el todo el cual a su vez condiciona el comportamiento de la parte. Considera además que a pesar de tener pocos defensores contemporáneos puede hallárselo entre científicos sociales.
De esta cosmología rescata las tesis de la interconexión universal de las cosas, la emergencia de nuevas propiedades a medida que los sistemas correspondientes se van constituyendo y la sumersión de algunas propiedades a medida que son analizadas. En cuanto al jerarquismo critica su postura del dominio de los seres «superiores» sobre los «inferiores» en lugar de reconocer que los primeros evolucionaron a partir de los segundos. Sobre el tychismo expone que «no es verdad que pueda asignársele una probabilidad a todo suceso posible», afirmando que la única manera de saber si un proceso es aleatorio es «construir un modelo probabilista de él y ponerlo a prueba». Del dinamismo sugiere que «alabar el cambio» está bien, pero que es importante percatarse de que hay «algo constante» como en el caso de una propiedad permanente o un patrón invariable. En el caso específico de la dialéctica manifiesta que no se salva de contraejemplos como el que para que algo sea internamente «contradictorio» debe ser un ente complejo, por lo que no contendría partículas elementales como cuarks, gluones, electrones y fotones; o que, «aunque el conflicto es bastante real en todos los niveles, también lo es la cooperación».
Con respecto al atomismo expresa que es limitado y que cada entidad individual es un componente de algún sistema por lo que considera como «idealizaciones» o «ficciones» al electrón o fotón libres o la célula, la persona o la nación aisladas. En cuanto al mecanicismo afirma que «tuvo su día de gloria», reconociendo que «estimuló una prodigiosa creatividad científica y tecnológica desde su inicio hasta mediados del siglo XIX», pero que declinó con el nacimiento de la física de campos y la termodinámica. Sobre el sacralismo expresa que es una cosmología «ingenua y anacrónica» que «nos ciega y a la vez ata nuestras manos». Mientras que define al textualismo como «probablemente, la más absurda, dogmática, estéril y engañosa de todas las versiones del idealismo».

### Crítica al positivismo lógico
Bunge sostiene que el positivismo lógico no posee una semántica defendible ni una ontología que trascienda el fenomenalismo, además de no poseer una ética más allá del emotivismo de Hume.

### Crítica al popperianismo
En cuanto al popperianismo considera que rechaza la idea de hacer semántica y su ontología no trasciende el individualismo, además de no poseer ninguna ética más allá de las premisas de Buda, Epicuro e Hipócrates de no producir ningún daño.

### Crítica al internalismo, al externalismo, y a corrientes derivadas
Sobre el internalismo indica que si bien destaca correctamente la creatividad individual, subestima los estímulos y coacciones sociales; por su parte, el externalismo, debido a la vaguedad de sus expresiones, puede interpretarse de varias maneras:

a) externalismo moderado o débil y

b) externalismo radical o fuerte, que a su vez pueden ser de carácter «local» y «global».

La creatividad intelectual es un rasgo del cerebro, no de los grupos sociales. Estos solo pueden estimularla o inhibirla.
Mario Bunge

Es así que para Bunge, el relativismo y el pragmatismo, consecuencias lógicas del constructivismo social, implicado a su vez por el externalismo radical, forman una cadena «lógicamente impecable», pero cuyos eslabones «son falsos»; siendo estos gruesas equivocaciones teóricas (al no concordar con la práctica de la investigación científica) y prácticas (porque «alientan la superstición y el charlatanismo», y socavan «cualquier esfuerzo por elevar el nivel cultural y aumentar el bienestar social»).

### Crítica al marxismo
Mientras que acerca del marxismo resalta su carácter estrechamente economicista que infravalora el papel de la política y la cultura, el hecho de confundir lógica con ontología y la adopción del utilitarismo como ética.

Antes de que el marxismo pudiera tener alguna utilidad, había que moderarlo y activarlo. Lo primero significa despojarlo de su tesis externalista radical de que el contexto determina el contenido, y lo segundo transformarlo de dogma en proyecto de investigación.
Mario Bunge

### Crítica al existencialismo
Sobre el existencialismo afirmó que es una «doctrina sombría» que «no sirve para pensar ni para hacer otra cosa que no sea deprimirse, destruir o destruirse», considerando a ciertos escritos de Heidegger como «disparates»; criticando sus opiniones que lo hicieron utilizable por el nazismo: su concepción del hombre como un ser angustiado y por tanto paralizado ante la nada y su afirmación de que la razón y la ciencia son despreciables y que lo único que importa es «la existencia desnuda»; argumentando que su metafísica fue una mezcla de «afirmaciones carentes de sentido [...], de perogrulladas y de falsedades»; y que no propuso una filosofía propiamente dicha.

## Crítica a las pseudociencias

### Caracterización bungeana de ciencia y pseudociencia
La caracterización bungeana de la ciencia es la respuesta del epistemólogo Mario Bunge al «fracaso» de «tentativas simplistas» ante la complejidad de la ciencia. Parte con la caracterización general de «campo cognitivo» y finaliza en la caracterización particular de «ciencia».
Para Bunge, la ciencia es un objeto demasiado complejo como para poder ser caracterizado mediante un único rasgo. Bunge identifica a la ciencia como un campo cognitivo: un sector de la actividad humana cuyo objetivo es obtener, difundir y utilizar alguna clase de conocimiento, sea verdadero o falso. La ciencia satisfaría en particular condiciones específicas como contar con un dominio compuesto únicamente por entidades reales, un trasfondo filosófico con una ontología según la cual el mundo está compuesto por cosas concretas mudables que cambian según leyes, un trasfondo formal con una colección de teorías lógicas o matemáticas actualizadas o un trasfondo específico y con una colección de datos, hipótesis y teorías actualizados y razonablemente confirmados.
Por contraste la pseudociencia es todo campo de conocimiento que no es científico, pero se publicita como tal. Las pseudociencias son más populares que las ciencias porque «la credulidad está más difundida que el espíritu crítico, el que no se adquiere recopilando y memorizando informaciones, sino repensando lo aprendido y sometiéndolo a prueba» y que inclusive no debe sorprender que, ocasionalmente, «incluso los científicos, tecnólogos y eruditos consuman y hasta produzcan ideas y prácticas pseudocientíficas».

La pseudociencia y la pseudotecnología son versiones modernas del pensamiento mágico. Se las debe someter a examen crítico no solo para limpiar la cultura, sino también para impedir que los curanderos limpien nuestros bolsillos. Para criticarlas no basta mostrar que carecen de apoyo empírico, ya que, después de todo, se podría creer que tal respaldo llegará en algún momento. También tenemos que mostrar que esas creencias en lo misterioso o lo paranormal son contradictorias con teorías científicas sólidamente establecidas o con principios filosóficos fértiles.
Mario Bunge

### Crítica a la cosmología creacionista
Bunge expone que el creacionismo (tanto laico como religioso) no tiene asidero empírico y contradice todas las leyes de conservación conocidas al afirmar que el universo se creó a sí mismo o por la divinidad.

### Crítica a la hipótesis del gen egoísta de Richard Dawkins
Respecto a la hipótesis formulada por Richard Dawkins, Bunge critica su tendencia a inferir que el genoma es lo único que importa en el desarrollo y la evolución, argumentando que los animales con mayores posibilidades son aquellos que «además de estar bien dotados genéticamente, poseen cerebros maleables que les permiten aprender pautas de conducta adaptativas».

Toda la biología que quiere hacer pasar Dawkins por biología moderna no es tal cosa [...] la idea del gen egoísta es una idea contra la bioquímica, contra la genética, que nos dice que el ADN no se reproduce por sí mismo, que es dividido por enzimas, que hay que tener en cuenta no solo el genoma, hay que tener también el propio oma, es todo un sistema en cual se pueden distinguir, pero no separar los distintos elementos. Toda la biología de Dawkins es imaginaria. Por eso es que ha tenido tanto éxito, las obras de ficción se venden mucho mejor que trabajos científicos.
Mario Bunge

### Crítica a Daniel Dennett y a la psicología evolucionista
Bunge critica también a Daniel Dennett y lo sitúa junto a Steven Pinker y Richard Dawkins como difusores de versiones propias de ellos de la teoría de la evolución de Darwin. De acuerdo a Bunge, Dennett y esos otros autores comparten muchas ideas y son difusores de pseudociencia, a la que hacen pasar por ciencia biológica darwiniana. En su libro Matter and Mind. A Philosophical Inquiry (2010), Bunge comenta:

Para empezar, los tres escritores en cuestión han propagado el innatismo, cuyo dogma central es “La naturaleza triunfa sobre la crianza”, o “El genoma es el destino”. Esta doctrina, a su vez, se basa en una versión extravagante de la genética, según la cual la molécula de ADN es “egoísta” o intenta difundir su propio tipo lo más lejos posible (…)

Otra contribución original, aunque incorrecta, de nuestros autoproclamados “brillantes” es la idea de que la evolución ha sido programada por “algoritmos evolutivos” (Dennett 1995). Pero, por supuesto, un proceso no puede ser al mismo tiempo natural y guiado por algoritmos, porque estos son artefactos. Además, cada algoritmo está diseñado para producir infaliblemente un resultado de un tipo prescrito, mientras que la especiación es difícilmente predecible…
Mario Bunge, pp. 108-109

Bunge es también un crítico de la psicología evolucionista representada por David Buss, Steven Pinker y otros autores, a la que cataloga como pseudociencia, y critica a Dennett por ser un promotor de la misma.
De acuerdo a Bunge, Dennett y demás partidarios de la psicología evolucionista son innatistas de manera dogmática y niegan o no comprenden que la “naturaleza” humana es intrínsecamente sociocultural, y que lo sociocultural está más allá de la biología. También critica a Dennett y a otros autores por defender la metáfora del cerebro como computador. Bunge señala que aunque los defensores de tal metáfora suelen auto-considerarse naturalistas, no se dan cuenta de que los computadores no son naturales sino artificiales, de que están limitados a realizar operaciones algorítmicas, de que carecen de emociones, y otras muchas características que los diferencian de los cerebros. 
Adicionalmente Bunge (2010, p. 209) menciona a Dennett como uno de los autores que sostienen que la consciencia es una ilusión, y le critica por esto.

### Crítica a aplicaciones de la teoría de juegos
Bunge considera las aplicaciones de la teoría de juegos (como a la estrategia de la disuasión nuclear, a los conflictos sociales, a la aparición de las normas sociales y morales o a la historia militar) pseudocientíficas porque simplifica las situaciones reales de manera excesiva, reduciéndolas a la confrontación de dos agentes aislados, como si no hubiera terceros y como si los dos agentes no tuvieran un futuro en común; porque los beneficios o utilidades que aparecen en la teoría general, así como en sus aplicaciones, no son objetivos ni mensurables, sino subjetivos y difíciles o imposibles de comprobar; y porque siempre es posible manipular esos números de modo tal que la solución óptima a un problema del tipo del DP sea la cooperación o la confrontación, como se prefiera.

### Crítica a la economía neoclásica
Bunge considera que al estar formulada en términos matemáticos y rigurosos la teoría de enfoque neoclásico posee una «brillante apariencia científica». Sin embargo no estudia sistemas económicos reales, ignora la historia y todas las restricciones macrosociales y no se preocupa por el medio ambiente o las generaciones por venir. Asimismo no da cuenta de la formación de los precios o el dinero, no explica la inflación o la estanflación, no predice de manera exacta las expansiones y contracciones económicas e ignora fuerzas como sindicatos, monopolios, empresas multinacionales, el Estado omnipresente y la clase dirigente militar.

### Crítica a la teoría del valor subjetivo
Bunge, califica a la teoría del valor subjetivo como pseudocientífica y a la economía como "semi-ciencia". El valor subjetivo en cualquiera de sus formas, ya sean utilidad, preferencias, satisfacción etc., no pueden ser medidas de manera objetiva. El hecho de que no pueden ser medidas objetivamente impide cualquier estudio empírico. Además criticó otros supuestos, métodos y conceptos relacionados con esta teoría como la racionalidad y conocimiento de los consumidores, la naturaleza competitiva y agresiva del ser humano, el principio de no saciabilidad, el individualismo metodológico, etc. Además de las inconsistencias con los supuestos y axiomas de las escuelas económicas que adoptan esta teoría, de no ser medible y de la ausencia de estudios empíricos usa lenguaje oscuro, tiene una historia de reelaboraciones ad hoc y no es combinada con otras disciplinas lo que, según Bunge, convierte la teoría en pseudocientífica.

### Crítica a la sociobiología
Bunge critica el intento de la sociobiología de reducir la sociología a la biología (y en particular a la genética) argumentando que los sistemas sociales tienen componentes (como las redes de transporte) y propiedades (como la organización política) que no son biológicos.
Expone además que «si toda porción de comportamiento social fuese solo un mecanismo de supervivencia, todas las instituciones deberían estar presentes en todas las culturas y no habría prácticas sociales que constituyesen una amenaza para la vida, tales como la contaminación del ambiente, la reproducción sin límites y el militarismo».

### Crítica a la parapsicología
La crítica a la parapsicología se centra en la carencia de pruebas empíricas genuinas sobre la existencia de individuos dotados de habilidades como la telepatía, la precognición, la clarividencia o la telequinesis. Bunge argumenta además que los parapsicólogos no buscan leyes ni explicaciones físicas de lo paranormal (exponiendo una actitud semejante en los creyentes religiosos); que los fenómenos paranormales son incongruentes con algunos de los principios básicos de la ciencia o con algunos de los principios filosóficos generales que subyacen en la investigación científica; que, a diferencia de toda disciplina científica, la parapsicología no es un componente del sistema de las ciencias; y que, en el caso específico de las ondas psi, no se conoce qué ecuaciones satisfacen o no se podrían diseñar dispositivos con el fin de detectarlas.

### Crítica al psicoanálisis
Bunge ha atacado vigorosamente al psicoanálisis en numerosas oportunidades. Las razones que ha ofrecido pueden agruparse en dos tipos: razones metodológicas y pruebas empíricas. Las primeras constituyen una crítica al modo de proceder de los investigadores que han desarrollado el psicoanálisis, desde Freud hasta nuestros días. Ese modo de proceder, afirma Bunge, está reñido con los requisitos mínimos aceptados por la comunidad científica internacional para considerar que una investigación es científica. En otras palabras, los psicoanalistas no utilizan la estrategia general de indagación conocida como método científico. Las razones del segundo tipo muestran que los datos no apoyan las ideas psicoanalíticas.

### Crítica a la medicina tradicional
De acuerdo a Bunge, las medicinas tradicionales no distinguían el síntoma subjetivo del signo o indicador objetivo, no medían ninguna variable y no hacían ensayos clínicos ni disponían de estadística; además que, con excepción de ciertos consejos profilácticos y dietéticos, la medicina contemporánea no usa casi ninguno de los conocimientos de las medicinas tradicionales. En el caso de la acupuntura, centro de la terapia china tradicional, expresa que «es inútil excepto como placebo analgésico»; de la medicina hinduista, que a pesar de inventar algunos procedimientos quirúrgicos notables, los aplicó sin asepsia ni anestesia, y que la farmacopea aiurvédica fue masivamente fantasiosa.

### Crítica a la medicina complementaria y alternativa
Para Bunge las medicinas alternativas manejan productos de naturaleza desconocida, aplicadas a personas no estudiadas y con efectos de tipo e intensidad desconocidos, asimismo considera que la terapias son eficaces en alguna medida debido a dos factores: el retorno espontáneo a la salud (vis medicatrix naturae) y el conjunto de efectos placebo y que las terapias alternativas son tan infundadas e ineficaces como las tradicionales.

#### Medicina holística
A diferencia de la medicina contemporánea que es sistémica y analítica, para Bunge, al pretender tratar la totalidad, al holista «se le escapan las peculiaridades de todas las partes».

#### Homeopatía
La crítica a la homeopatía se centra en la carencia de estudios farmacológicos que muestren la efectividad de los remedios homeopáticos y de ensayos clínicos que prueben la mejoría de los pacientes que los toman.

#### Naturopatía
Entendida como componente del naturismo, que es considerado por Bunge como esencialmente un juicio de valor («Lo natural es mejor que lo artificial»), la crítica se centra en la desregulación de la venta de productos naturales por considerarse inofensivos, teniendo como consecuencia el desconocimiento en detalle de la composición de cada producto y de los mecanismos bioquímicos que desata, acelera o retarda al ingerirse.